# Желтоногово
Желтоногово — деревня Краснослободского района Республики Мордовия в составе Красноподгорного сельского поселения. 

## География
Находится на расстоянии менее 4 километров на север от районного центра города Краснослободск.

## История
Упоминается с 1869 года, когда она была учтена как казенная и владельческая деревня Краснослободского уезда из 134 дворов, название по фамилии бывших владельцев.

## Население
Постоянное население составляло 441 человек (русские 94%) в 2002 году, 434 в 2010 году .